# Number 1’s (Mariah Carey-album)
A #1’s (kimondva: Number 1’s) Mariah Carey amerikai énekesnő nyolcadik albuma és első válogatásalbuma. 1998. november 16-án jelent meg. Az albumon nagyrészt Carey első hét albumának azon számai szerepelnek, amik listavezetők lettek az Egyesült Államokban a Billboard Hot 100 slágerlistán (a #1’s amerikai kiadásán mind a 13, a nemzetközi változatra az I Don’t Wanna Cry helyett az Európában nagy sikert aratott Without You került fel; a Fantasynek mindkét változaton a remixe szerepel az eredeti helyett), valamint új számok: a Whitney Houstonnal közösen énekelt When You Believe; két feldolgozás, a JD-vel közösen énekelt Sweetheart és az I Still Believe; a Butterfly albumon szereplő Whenever You Call duettváltozata (Brian McKnighttal), illetve egy Diana Ross-feldolgozás, a Do You Know Where You’re Going To (csak a nemzetközi kiadáson). A japán változatra felkerült a szigetországban nagyon népszerű karácsonyi dal, az All I Want for Christmas Is You is.
Az album nagyobb sikert aratott a vártnál, az USA-ban a Billboard 200-on a Top 5-ben debütált és ötszörös platinalemez lett. Sikere nagyrészt az albumra felkerülő új daloknak köszönhető; ezzel Carey nagy hatással volt arra a kialakuló szokásra, hogy új anyag is kerül a válogatásalbumokra.
Maga Carey nem tartja „greatest hits”-albumnak ezt az albumot, és többször is kifejezte csalódását afelett, hogy nem kerülhetett rá több kedvenc száma Az albumról megjelent kislemezek csak mérsékelt sikert arattak az amerikai rádiókban, de világszerte számos példányban elkeltek.

## Története

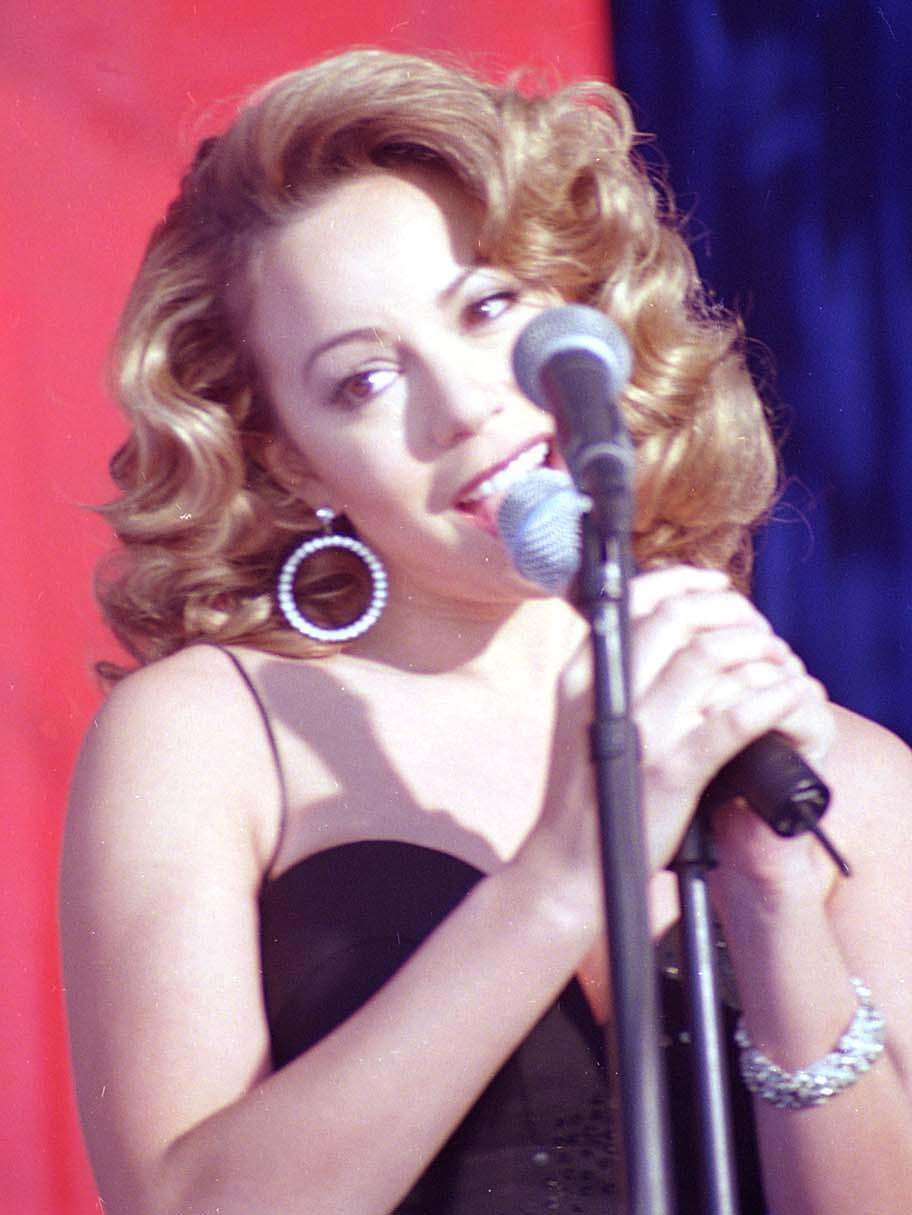
Mariah 1998 decemberében

1998 közepe felé, miután előző szeptemberben megjelentette hetedik, Butterfly című albumát, Carey egy film és annak filmzenéje tervén dolgozott. Az All That Glitters munkacímű filmről azt nyilatkozta, amíg el nem készül, nem készít újabb albumot. Miután azonban a film készítését több dolog hátráltatta, Carey más terveket szőtt. Úgy tervezte, világ körüli turnéra indul, a Sony Music vezetői azonban úgy akarták, a karácsonyi időszakra, amikor jól fogynak a lemezek, adjon ki egy válogatásalbumot legnagyobb slágereivel. Carey, mivel nem volt elég idő addig elkészíteni egy stúdióalbumot, beleegyezett. Erre az időre már tizenhárom száma volt listavezető a Billboard Hot 100-on, elég ahhoz, hogy kiadjon belőlük egy albumot. A dalok fordított időrendben kerültek fel az albumra, előre a legutóbbi dalok, köztük a My All és a Honey, és az első siker, a Vision of Love zárja a sort.
Carey meggyőzte a kiadót, hogy ne a hagyományos Greatest Hits („Legnagyobb slágerek”) címet adják az albumnak, és ne is hivatkozzanak rá ezen a néven. Erre több oka is volt: egyrészt – mint azt a borítószövegben is írta és az MTV-nek is nyilatkozta – úgy érezte, még nem elég hosszú a karrierje ahhoz, hogy ilyen albumot adjon ki, hiszen még tíz éve sincs a pályán (ellentétben a 2000-es években megfigyelhető folyamattal, amikor egyes énekesek már 2-3 album után válogatásalbumot adnak ki, az 1990-es években még ez nem volt jellemző). Ezenkívül úgy érezte, egy igazi Greatest Hits albumra fel kellene, hogy kerüljenek azok a számok is, amelyek nem vezették ugyan a Billboard slágerlistát, de zenei munkássága legjobb dalainak tartja őket – az album borítószövegében és a VIBE magazinnak adott interjújában is megemlít ezek közül egy párat: Underneath the Stars, Butterfly, Breakdown. Ezeket annak idején a kérésére megjelentette ugyan a kiadó, de vagy csak promóciós kislemezként, vagy nem támogatta őket kellőképpen, és így nem volt meg ugyanaz az esélyük a nagy sikerre, mint többi számának. „Kedvenc dalaim olyanok, amik sosem kerültek a reflektorfénybe…” „Mindig bántani fog, hogy a Breakdown nem kapott esélyt.” Arra is kitért, hogy a lemezcég gyakran időbeli korlátok miatt nem jelentetett meg több kislemezt egy albumról: az első pár kislemez után már azt várták tőle, készítsen új albumot.
Az album borítószövegében Carey leszögezi, hogy a #1’s album nem greatest hits, hanem köszönetnyilvánítás a rajongói felé, akik sikerre juttatták számait, és kijelenti, hogy egyszer összeállít majd egy valódi greatest hits albumot, amelyre felkerülnek azok a számai is, amelyek nem lettek listavezetők, de fontosak neki. 2001 decemberében a Columbia kiadó, melytől addigra Carey már megvált, valóban megjelentette a Greatest Hits című albumot, melyre a listavezető számok mellett felkerült több olyan dal is, amire Carey szerette volna felhívni a figyelmet, például az Underneath the Stars.
A listavezetők közül a Fantasy az egyetlen, amelyik nem albumváltozatában szerepel a #1’s-on, helyette a Bad Boy Remix került fel rá, melyben Ol’ Dirty Bastard is közreműködik. Carey azt nyilatkozta, ez a kedvenc száma az albumon Az album legtöbb, az USA-n kívül megjelent „nemzetközi” változatán nem szerepel az I Don’t Wanna Cry (1991), ami listavezető lett ugyan az USA-ban, de más országokban csak korlátozottan jelent meg, de felkerült helyette a Without You (1994), ami számos országban vezette a slágerlistát. Japánban, ahol szintén a nemzetközi változat jelent meg, bónuszdalként felkerült az albumra az ott rendkívül népszerű All I Want for Christmas Is You is.

### Új dalok
Carey számos új dalt is feltett az albumra. Ezek közül az első, a Sweetheart egy 1987-es Rainy Davis-dal feldolgozása, melyet Carey Jermaine Duprivel együtt ad elő. Dupri korábban Carey Daydream című albumán is közreműködött, és az énekesnő több dala hiphopremixének a producere is volt. A dal az ő 1998 júliusában megjelent Life in 1472 című albumán is szerepelt. Carey azt mondta, az eredeti dalt szerette fiatalabb korában, és szeretett volna egy olyan dalt tenni az albumra, amit éppúgy szeretni fognak a fiatal lányok. A dalt „nagyon New York-i” dalnak minősítette, a borítószövegben pedig azt is említette, azért énekelte fel a Sweetheart („Kedvesem”) című dalt, mert „nekem éppen most nincsen”.
Az albumon szereplő második új dal, a When You Believe azért került fel rá, mert Carey csodálatosnak tartotta, hogy Whitney Houstonnal dolgozhat. Még az All That Glitters munkálatai során találkozott a DreamWorks egyik producerével, Jeffrey Katzenberggel, aki megkérdezte, volna-e kedve felénekelni a dalt az Egyiptom hercege rajzfilm főcímdalának. Careynek és Houstonnak külön-külön vetítették le a rajzfilmet, és mindketten lelkesedtek az ötletért, hogy elénekelhessék a dalt – „a legkirályabb az, hogy az után a drámázás után, amit mindenki csapott, akik úgy akarták feltüntetni, hogy rivalizálunk, [Whitney] nagyon rendes volt, és jó volt vele dolgozni a stúdióban. Jól szórakoztunk. És, ha más nem is lesz belőle, tapasztalatnak jó volt… dívaságból, meg minden.”
A dalt Stephen Schwartz és Babyface írták, akik egyben a producerei is voltak. Carey már korábban dolgozott együtt Babyface-szel Music Box (1993) és Daydream című albumain. Houston és Carey külön-külön vették fel a dalt, de Carey úgy döntött, újra felénekli az övét, miután hallotta Houstonét. Babyface elmesélte, hogy több változatot is készített a dalból, és megpróbáltatás volt összehozni. „Nem mindennapi R&B-dal. Gyönyörű dal, de filmzene, nem olyasmi, amit Whitney, Mariah vagy én gyakran csinálnánk.” Carey azt mondta, tetszik neki a dal úgy, ahogy van. Úgy írta le a dalt, hogy „nagystílű ballada, felemelő hatású”, és tagadta, hogy bármiféle rivalizálás vagy ellenségeskedés lett volna korábban közte és Houston között. „Még csak nem is igazán beszéltünk korábban. Sosem volt komolyabb vitánk. A média és mindenki más akarta így feltüntetni.” Houston azt mondta: „Mariah és én remekül kijöttünk egymással. Azelőtt sosem beszéltünk és sosem énekeltünk együtt… Jó tudni, hogy két énekesnő még mindig lehet barát.”
A Whenever You Callt Carey régi dalszerzőtársával, Walter Afanasieff-fel írta együtt a Butterfly albumra, de a #1’s album számára újra felvette, ezúttal duettként Brian McKnighttal, mert a Butterfly egyik legjobb számának tartotta, és úgy érezte, a rajongóinak is tetszene, ezenkívül úgy gondolta, McKnight sokat hozzátesz a dalhoz. McKnight azt nyilatkozta: „Lenyűgöző egy ennyire sikeres énekessel együtt dolgozni (…) Mariah olyan valaki, aki a világon bárkit megkérhetne, hogy énekeljen vele, és engem hívott. Az albumon van egy duett Whitney Houstonnal is… nagyszerű társaságba kerültem.”
Carey az albumhoz feldolgozta Brenda K. Starr I Still Believe (1988) című számát is. A dal társproducerei Stevie J és Mike Mason voltak. Az 1980-as évek végén Starr segített Careynek, aki akkor a háttérénekese volt, lemezszerződést kapni. Carey azt mondta, a dal feldolgozása tiszteletnyilvánítás Starr előtt. „[A dal] arra emlékeztet, hogy nem sokkal ezelőtt csak egy tizenéves lány voltam, akinek mása nem volt, csak egy demófelvétele és a dalszerzőképessége. Brenda K. Starr adott egy esélyt.”
Carey és Stevie J egy másik dal társproducerei is voltak az albumon, szintén egy feldolgozásé, a Theme from Mahogany (Do You Know Where You’re Going To) címűé, amit eredetileg Diana Ross énekelt 1975-ben. A dal csak a #1’s külföldi kiadásaira került rá (feltehetőleg mert az USA-ban Jennifer Lopez is feldolgozta a dalt On the 6 című albumán.
Az album megjelenése előtt azt beszélték, lesz rajta egy Let’s Talk című duett Wyclef Jeannal. Arról is volt szó, hogy felkerül az albumra a Hero egy exkluzív koncertfelvétele.

## Fogadtatása

### Kritikák
Az album számos kedvező kritikát kapott, bár volt kritikus, aki megjegyzést tett arra, hogy számos jó kislemezdal hiányzik róla. Az Amazon.com kritikája szerint az album „a ‘90-es évek pop- és R&B-zenéjét magába foglaló időkapszula […] bemutatja az utat az édes, csaknem ‘50-es évekbeli stílusú Vision of Love-tól az újabb, könnyed hiphopdallamokig, melyben nagyban segédkezik Puffy Combs (Honey), Jermaine Dupri (Sweetheart) és O.D.B. (Fantasy).
„Bárhogy tiltakozik – mert tiltakozik, a borítószövegben azt állítja, hogy a #1’s „nem legnagyobb slágerek-album! Túl korai, még nem vagyok olyan régóta a pályán!” – nehéz a #1’s-t, Mariah Carey első válogatásalbumát bármi másnak tekinteni, mint legnagyobb slágerek összeválogatásának. […] Mivel Carey albumait mindig azok a dalok uralták, amik kislemezen is megjelentek, nem csoda, hogy a #1’s a legjobb, stílusban leginkább egységes albuma. […] Ugyanakkor nem tökéletes az áttekintés: a szabály miatt, hogy csak listavezetőket raktak rá, néhány jó kislemezdalt meggátolt az albumra kerülésben, ráadásul bármilyen ütős a Fantasy Ol' Dirty Bastard-mixe, a dal rádióváltozatát kedvelők csalódottak lesznek, hogy az ismerős refrén ebből a változatból teljesen hiányzik.”
„…Mariah Carey 13 listavezető számának ez az összeállítása (és a négy új dal) megmutatja legnagyobb hibáját is: a dalok túl egyformák. Ha a rádióban több hónap eltéréssel halljuk őket, elviselhetőek, de egymás után olyanok, mint egy mérföldet utazni a mozgólépcsőn. Azt azonban el kell mondani, hogy a Fantasy (O.D.B.-vel) és a My All a 90-es évek legjobb popdallamai.”
„Míg ezek a dalok azok, amelyekből kislemezen a legtöbb kelt el és a legmagasabbra jutottak a listákon, nem feltétlenül ezek Mariah legjobb dalai. Nem is lehetnek, míg az érzéki Breakdownt kihagyják a tévés főcímzenének is beillő Hero kedvéért.”
„Ennek a lemeznek egyszeri meghallgatása is bizonyítja egyszer s mindenkorra, hogy Carey valóban tehetséges énekes, mesteri előadóművész, aki még a hangbeli túlzások iránti szeretetét is megkedvelteti velünk. […] Az album nemcsak énektehetségét, dalszerzői és produceri stílusát mutatja be, hanem azt is, hogy alakult a pop- és R&B-zene az évtized folyamán: a lassú balladák (Love Takes Time) és dance-számok (Someday), amelyek az 1990-es évek elején uralták a rádióadókat, átadták helyüket az erőteljesebb, a dallamra jobban összpontosító stílusra (Fantasy), ami azt is mutatja, hogy alakította át a hiphop az R&B-t és a pop zenét. A dalok többsége versenyképes és jól megírt, de főleg azért működik, mert Carey hangjáva és beleélőképességével túljut a zene és a szöveg korlátain. Carey olyan őszintének hangzik, annyi erővel, tűzzel és beleéléssel énekel, hogy egy mindennapi szomorú szerelmes dal vagy táncdal is megtelik csillogással, drámával és energiával, ami valóságos mesterművé teszi a dalokat.

### Díjak
A When You Believe-et 2000-ben Grammy-díjra jelölték legjobb pop együttműködés kategóriában, és elnyerte az NAACP Image Awardot „kiemelkedő együttes vagy duett” kategóriában. Carey az album megjelenése után elnyerte a Blockbuster Entertainment Awardot legjobb női popénekes kategóriában, és jelölték az MTV Europe Music Awardra a legjobb R&B előadó kategóriában. Az #1’s 1999-ben elnyerte a Japan Gold Disc Award díjat az év külföldi popalbuma kategóriában

### Eladási adatok
Az #1’s azon a héten jelent meg, amikor több híres előadó is új albumot jelentetett meg, köztük Garth Brooks, Jewel és Method Man, és ezen a héten jelent meg Whitney Houston My Love Is Your Love című albuma is. A #1’s a negyedik helyen nyitott a Billboard 200 listán, az első héten 221 000 példány kelt el belőle. Abban az időben az Emotions mellett ez volt Careynek a legalacsonyabb helyezést elérő albuma a listán, de így is egy hónapon belül kétszeres platinalemez lett. A megjelenését követő hatodik, 1999. január 3-án végződő héten kelt el belőle a legtöbb, 360 000 példány.
Az album sikere egyrészt annak köszönhető, hogy a mindig nagy eladási adatokat produkáló karácsonyi időszakban jelent meg, másrészt a rákerült új számoknak.
A #1’s 1999-ben a 19. legnagyobb példányszámban elkelt album volt az Egyesült Államokban, válogatásalbumok közül a 2. 2005 végéig az album az USA-ban 3,52 millió példányban kelt el a Nielsen SoundScan adatai szerint, további egymillió példány pedig a BMG Music Club lerakatainál (2003 elejéig) Svájcban és Olaszországban az albumslágerlistán a Top 5-be került, Ausztráliában, Ausztriában, Kanadában, Németországban, Svédországban és az Egyesült Királyságban a Top 10-be. A japán Oricon slágerlista első helyén nyitott, és Japánban Carey albumai közül ebből kelt el a legtöbb az első héten (1 046 710 példány). Január végére már 3,25 millió példányban kelt el Japánban, ezzel ez lett az országban minden idők legtöbb példányszámban elkelt külföldi albuma (a rekordot korábban a Több, mint testőr 1992-ben kiadott filmzenealbuma tartotta) 2003-ra az albumból világszerte kb. tizenötmillió példány kelt el a Dotmusic weboldal alapján, ezzel minden idők 103. legtöbb példányban elkelt albuma
1999 decemberében a Columbia megjelentette a #1’s című videókazettát és DVD-t, amin az albumon szereplő dalok videóklipjei és koncertfelvételei szerepeltek. A DVD az USA-ban a megjelenését követő három hónapon belül aranylemez lett, 2005-ben pedig platinalemez. A #1’s album 2003 januárjában már ötszörös platinalemez lett, és ez Carey legtöbb példányban elkelt válogatásalbuma az USA-ban; a Nielsen SoundScan adatai szerint több mint négyszer annyi kelt el belőle, mint a 2001-ben kiadott Greatest Hitsből vagy a 2003-ban megjelent The Remixesből.

## Dalok
| #                   | Cím                                                     | Szerzők                                                               | Hossz |
| ------------------- | ------------------------------------------------------- | --------------------------------------------------------------------- | ----- |
| 1.                  | Sweetheart                                              | Rainy Davis, Peter Kessler                                            | 4:25  |
| 2.                  | When You Believe                                        | Stephen Schwartz, Babyface                                            | 4:36  |
| 3.                  | Whenever You Call                                       | Mariah Carey, Walter Afanasieff                                       | 4:23  |
| 4.                  | My All                                                  | Carey, Afanasieff                                                     | 3:52  |
| 5.                  | Honey                                                   | Carey, Combs, Q-Tip, Jordan, Hague, Robinson, Larkins, Price, McLaren | 5:00  |
| 6.                  | Always Be My Baby                                       | Carey, Dupri, Seal                                                    | 4:20  |
| 7.                  | One Sweet Day                                           | Carey, McCary, Morris, Morris, Stockman, Afanasieff                   | 4:42  |
| 8.                  | Fantasy (Bad Boy Remix feat. O.D.B.)                    | Carey, Frantz, Weymouth, Hall, Belew, Stanley                         | 4:54  |
| 9.                  | Hero                                                    | Carey, Afanasieff                                                     | 4:20  |
| 10.                 | Dreamlover                                              | Carey, Hall                                                           | 3:54  |
| 11.                 | I’ll Be There                                           | Gordy, West, Davis, Hutch                                             | 4:25  |
| 12.                 | Emotions                                                | Carey, Cole, Clivillés                                                | 4:10  |
| USA változat        |                                                         |                                                                       |       |
| 13.                 | I Don’t Wanna Cry                                       | Carey, Walden                                                         | 4:49  |
| 14.                 | Someday                                                 | Carey, Margulies                                                      | 4:07  |
| 15.                 | Love Takes Time                                         | Carey, Margulies                                                      | 3:49  |
| 16.                 | Vision of Love                                          | Carey, Margulies                                                      | 3:31  |
| 17.                 | I Still Believe                                         | Armato, Cantarelli                                                    | 3:56  |
| Nemzetközi változat |                                                         |                                                                       |       |
| 13.                 | Someday                                                 | Carey, Margulies                                                      | 4:07  |
| 14.                 | Love Takes Time                                         | Carey, Margulies                                                      | 3:49  |
| 15.                 | Vision of Love                                          | Carey, Margulies                                                      | 3:31  |
| 16.                 | I Still Believe                                         | Armato, Cantarelli                                                    | 3:56  |
| 17.                 | Without You                                             | Ham, Evans                                                            | 3:35  |
| 18.                 | Do You Know Where You’re Going To (Theme from Mahogany) | Masser, Goffin                                                        | 3:47  |
| Japán változat      |                                                         |                                                                       |       |
| 19.                 | All I Want for Christmas Is You                         | Carey, Afanasieff                                                     | 4:01  |

## Kislemezek
- Sweetheart (1998)
- When You Believe (1998)
- I Still Believe (1999)
- Do You Know Where You’re Going To (1999)

Európa nagy részén a Sweetheart jelent meg az album első kislemezeként, és Németországban, valamint Svédországban a Top 20-ba került. Az USA-ban, ahol nem jelent meg kislemezen kereskedelmi forgalomban, a rádiókban mérsékelt sikert aratott.
A második kislemez, a When You Believe egyben az Egyiptom hercege filmzenealbum és Whitney Houston My Love Is Your Love albuma első kislemeze volt. Ez már több országban jelent meg, mint a Sweetheart, és az Egyesült Királyságban és számos más európai országban a Top 5-be került, de Ausztráliában csak a Top 20-ba, Kanadában a Top 40-be került. Az USA-ban annak ellenére, hogy aranylemez lett, csak keveset játszották a rádiók, és 1999 januárjában, amikor a legmagasabbra jutott a slágerlistán, nem jutott be a Top 10-be.
A harmadik kislemez, az I Still Believe nagyobb sikert aratott az amerikai rádiókban, mint az első kettő, és márciusban a Billboard Hot 100-on a Top 5-be került. Platinalemez minősítést kapott a RIAA-tól. A #1’s ugyanebben a hónapban lett háromszoros platinalemez, Carey albumai közül a nyolcadikként. Az I Still Believe-ből világszerte kevesebb kelt el, mint a When You Believe-ből, és Ausztráliába még a Top 40-be sem került be.
1999 közepén tervezték, hogy a Whenever You Call duettváltozata is megjelenik kislemezen, de végül leállították a dal promócióját, mert már Carey következő stúdióalbuma első kislemezének, a Heartbreakernek a megjelentetésére készültek. Júniusban Európa egyes országaiban és Brazíliában promóciós kislemezen megjelent a Do You Know Where You’re Going To, és az amerikai rádióállomásoknak is elküldték egy remixét.

## Közreműködők
- Mastering – Bob Ludwig
- Művészeti tervező – Chris Austopchuk
- Design – Alice Butts
- Fényképész (borítókép) – Wayne Maser
- Fényképész (hátsó borító) – Michael Thompson
- Fényképész (belső képek) – Laurence Galud

## Slágerlistás helyezések
| Ország             | Slágerlista   | Legfelső helyezés | Minősítés   | Eladási adatok |
| ------------------ | ------------- | ----------------- | ----------- | -------------- |
| Világszerte        |               |                   |             | 15 000 000     |
| USA                | RIAA          | 4                 | 5× platina  | 4 575 0001     |
| Európa             | IFPI          |                   | 2× platina  | 2 000 000      |
| Ausztrália         | ARIA          | 6                 | Platina     | 70 000         |
| Ausztria           | IFPI Austria  | 6                 | Arany       | 15 000         |
| Belgium            | IFPI Belgium  |                   | Platina     | 50 000         |
| Brazília           | ABPD          |                   | Arany       | 100 000        |
| Dél-Korea          | RIAK          |                   | 4× platina  | 400 000        |
| Egyesült Királyság | BPI           | 10                | Platina     | 300 000        |
| Franciaország      | IFOP          | 2                 | 2× platina  | 700 000        |
| Hollandia          | NVPI          | 13                | Platina     | 80 000         |
| Japán              | RIAJ          | 1                 | 14× platina | 3 600 000      |
| Kanada             | CRIA          | 6                 | 3× platina  | 300 000        |
| Malajzia           | IFPI Malaysia |                   | 10× platina | 250 000        |
| Mexikó             | Amprofon      |                   | Arany       | 100 000        |
| Németország        | IFPI Germany  | 10                | Platina     | 250 000        |
| Norvégia           | IFPI Norway   | 6                 | Arany       | 30 000         |
| Olaszország        | FIMI          | 5                 | 3× platina  | 300 000        |
| Spanyolország      | EIM           | 7                 | Platina     | 100 000        |
| Svájc              | Hit Parade    | 3                 | Arany       | 25 000         |
| Svédország         | IFPI Sweden   | 8                 | Platina     | 80 000         |
| Szingapúr          | RIAS          |                   | 4× platina  | 60 000         |
| Új-Zéland          | RIANZ         | 13                | Platina     | 15 000         |

1 Csak a Soundscan és a Sony BMG eladási adatai

## Lásd még
- 1998 a zenében